# Городское поселение Монино
Городско́е поселе́ние Мо́нино — упразднённое муниципальное образование (городское поселение) в Щёлковском муниципальном районе Московской области.
Включало в себя два населённых пункта — рабочий посёлок Монино и посёлок Лесные Поляны, ранее входивший в упразднённый ныне Осеевский сельский округ.
Крупнейший населённый пункт, в котором расположена администрация поселения — рабочий посёлок Монино.
Глава городского поселения — Зубков Михаил Валерьевич; 

## Географические данные
Общая площадь — 21,27 км². Муниципальное образование находится в юго-западной части Щёлковского района и граничит:
- с городским округом Лосино-Петровским (на севере),
- с Ногинским муниципальным районом (на востоке и юге),
- с сельским поселением Медвежье-Озёрским Щёлковского муниципального района (на западе).[5]

## История
Муниципальное образование «Посёлок Монино Щёлковского района Московской области» в ходе реализации муниципальной реформы 28 февраля 2005 года получило статус городского поселения. Тогда же были определены его границы и состав: в состав муниципального образования вошли 2 населённых пункта.
Законом Московской области № 258/2018-ОЗ от 28 декабря 2018 года, с 9 января 2019 года все городские и сельские поселения Щёлковского муниципального района были упразднены и объединены в новое единое муниципальное образование городской округ Щёлково.

## Население
| 2006    | 2007    | 2008    | 2009    | 2010    | 2011    | 2012    | 2013    |
| ------- | ------- | ------- | ------- | ------- | ------- | ------- | ------- |
| 19 891  | ↘19 237 | ↘18 981 | ↘18 844 | ↗23 044 | ↘22 685 | →22 685 | ↘21 663 |
| 2014    | 2015    | 2016    | 2017    | 2018    | 2019    |         |         |
| ↘21 404 | ↘21 255 | ↘21 231 | ↘21 093 | ↗21 135 | ↘20 858 |         |         |

## Состав городского поселения
В состав поселения входят два населённых пункта:
| № | Населённый пункт | Тип населённого пункта                  | Население |
| - | ---------------- | --------------------------------------- | --------- |
| 1 | Лесные Поляны    | посёлок                                 | →226      |
| 2 | Монино           | рабочий посёлок, административный центр | ↗20 485   |

## Местное самоуправление
Структуру органов местного самоуправления городского поселения Монино составляют:
- Совет депутатов — выборный представительный орган местного самоуправления. В его состав входят 15 человек, избираемых сроком на 5 лет[22].
- Глава городского поселения Монино. Избирается гражданами на основании всеобщего равного и прямого избирательного права при тайном голосовании сроком на 5 лет[23].
- Администрация городского поселения — исполнительно-распорядительный орган местного самоуправления[24]. Главой администрации является глава городского поселения Монино[23].
- Контрольно-ревизионная комиссия — контрольный орган местного самоуправления[25].

В сентябре 2017 года главой поселения стал Зубков Михаил Валерьевич, ранее им являлся Найдёнов Иван Николаевич. .
Совет депутатов
с 2015 года в Монино действует Совет депутатов 7-го созыва. Его председателем является Курбатов Михаил Алексеевич.

## Инфраструктура
В городском поселении Монино три школы.